# Silveria Jacobs
Silveria Elfrieda Jacobs (nascida a 31 de julho de 1968) é uma política de São Martinho, que foi sua primeira-ministra entre 2019 e 2024.

## Biografia
Silveria Elfrieda Jacobs nasceu a 31 de julho de 1968 em Aruba, filha de Nadia Willemsberg. Quando criança, Jacobs frequentou a Lionel Conner School e o Milton Peters College em São Martinho.

## Carreira política
Entre 2012 e 2013 serviu como Ministra da Educação, Juventude, Desporto e Cultura no Segundo Governo Wescot-Williams. Ela também ocupou esse cargo de 2015 a 2018 nos primeiro e segundo governos do primeiro-ministro Marlin.
Jacobs foi nomeada pelo governador Eugene Holiday a 30 de setembro de 2019 para formar um governo interino que devia, entre outras coisas, dar prioridade à conclusão da legislação contra a lavagem de dinheiro e à preparação de eleições e reformas. O governo de Jacobs tomou posse a 19 de novembro de 2019.
Jacobs tem abordado a pandemia de coronavírus de 2020 em São Martinho. Ela ordenou uma extensão das restrições de viagem a 11 de março de 2020.